# Крест «За взятие Базарджика»
Крест «За взятие Базарджика» — государственная награда Российской империи, которой награждались офицеры, участвовавшие во взятии Базарджика 22 мая 1810 года в ходе очередной русско-турецкой войны.

## Основные сведения
Крест «За взятие Базарджика» был учреждён Александром I 13 июня 1810 года в связи с победой русской армии при взятии турецкой крепости Базарджик (ныне болгарский город Добрич). Этот крест считается последним в ряду аналогичных крестов, учреждённых в честь конкретного события.

## Порядок награждения
По указу Александра I награждаться должны были все штаб-офицеры и обер-офицеры корпуса генерал-лейтенанта Каменского 1-го, участвовавшие во взятии Базарджика в ходе русско-турецкой войны и не получившие орденов за это событие. Вручение креста давало три дополнительных года к выслуге лет для получения пенсии или к награждению орденом Святого Георгия 4-й степени по выслуге лет. Для солдат и унтер-офицеров была учреждена медаль «За взятие Базарджика».
Число награждений неизвестно, однако есть сведения, что в этом сражении участвовало намного меньше офицеров (потенциальных награждаемых), чем в сражении при Прейсиш-Эйлау, для награждения за которое было изготовлено 900 крестов.

## Описание креста
Крест был сделан из золота. Размер креста — 38×38 мм. Гурт гладкий. Крест имеет четыре расширенных раздвоенных конца, что придаёт сходство с мальтийским крестом. Середина креста оформлена в виде круга, внутри которого надпись. Надпись на лицевой стороне в три строки: «ЗА ОТЛИЧНУЮ ХРАБРОСТЬ». На оборотной стороне медали надпись в шесть строк:
ПРИ
ВЗЯТЇИ
ПРИСТУПОМЪ
БАЗАРДЖИКА
22 МАЇЯ
1810 Г.
Нередко награждённые заказывали себе позолоченную копию, причём после указа от 20 января 1816 года копии могли изготавливаться в уменьшенном размере (вплоть до 28×28 мм), поскольку был уменьшен размер знаков ордена Святого Георгия и ордена Святого Владимира.

## Порядок ношения
Крест имел ушко для крепления к ленте. Носить крест следовало на груди. Лента креста — Георгиевская.